# آق‌تپه، کلسیک
آق‌تپه، کلسیک (به لاتین: Aktepe, Kalecik) یک منطقهٔ مسکونی در ترکیه است که در استان آنکارا واقع شده‌است.